# Матица словенская
Словенская матица (словен. Slovenska matica) — научный и культурный институт, который организует научные встречи и консультации по различным вопросам словенской культуры и общества. Является вторым по старшинству словенским издательством, которое публикует собственные произведения и переводы трудов из различных областей знаний.

## История
Организация была основана в апреле 1864 года группой словенских патриотов из Штирии, целью которых было издание литературы на словенском языке. Деятельность матицы, свой вклад в работу которой в разное время внесли такие публицисты как Янез Блейвейс, Фран Левстик и Антон Линхарт, поспособствовала росту национального самосознания словенцев и повышению их уровня грамотности. С первых лет своей деятельности, институт выпускал календари, карты словенского региона, атласы, а также справочники и книги по регионоведению. После начала Первой мировой войны указом австрийского правительства Словенская матица была закрыта, однако после окончания боевых действий и распада Австро-Венгрии работа в стенах организации была возобновлена. В 1938 году члены матицы стали инициаторами создания Словенской академии наук и искусств. В 1941 году после начала немецкой оккупации Словенская матица вновь была закрыта, но как и в прошлый раз, по окончании войны её деятельность была восстановлена.

## Список председателей
- 1865 — Зойс, Антон
- 1865—1869 — Томан, Ловро
- 1869—1875 — Коста, Этбин Генрих
- 1875—1881 — Блейвейс, Янез
- 1881—1882 — Марн, Йосип
- 1882—1885 — Грасселли, Петер
- 1885—1886 — Поклукар, Йосип
- 1886—1893 — Марн, Йосип
- 1893—1907 — Левец, Фран
- 1907—1914 — Илешич, Фран
- 1917 — Грасселли, Петер
- 1918—1920 — Тавчар, Иван
- 1920—1947 — Лончар, Драготин
- 1947—1949 — Жупанчич, Отон
- 1950—1966 — Мелик, Антон
- 1966—1975 — Коблар, Франц
- 1975—1978 — Звиттер, Фран
- 1978—1987 — Графенауэр, Бого
- 1987—1994 — Симонити, Примож
- 1994—2008 — Махнич, Йожа
- 2008—2018 — Комелй, Милчек
- 2018—н.в. — Aleš Gabrič